# Cámara de cine

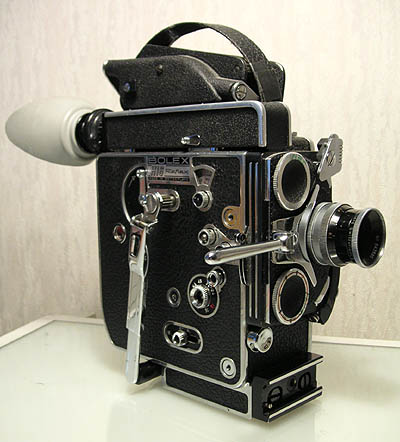
Cámara de cine Bolex de 16 mm.

La cámara de cine es un tipo de cámara fotográfica que toma una secuencia de fotografías en rápida sucesión en una cinta de película fotográfica o film que una vez revelada puede ser proyectada reproduciendo el movimiento original, cuyo resultado es una película de cine.
El ojo humano es capaz de percibir movimiento en una serie de imágenes gracias al efecto de la persistencia retiniana, o según los estudios más recientes, a los efectos del movimiento beta y el fenómeno phi. 
En la actualidad existen diferentes cámaras de cine, desde las más convencionales hasta las más sofisticadas en óptica y proceso.

## Precursores de la cámara cinematográfica
El desarrollo de la cámara cinematográfica surgió a partir de las invenciones de ámbitos de proyección, la fotografía y la óptica.  Las primeras cámaras de cine remontan a 1873 cuando el astrónomo francés Jules Janssen diseñó el “revolver fotográfico” con la intención de observar la trayectoria de Venus. Este aparato permitía captar fotogramas a una frecuencia regular. Más adelante, en 1882, Jules Marey inventó una cámara de funcionamiento manual, de tal modo que el camarógrafo giraba una manivela para reproducir las imágenes a una velocidad que dependía de su habilidad. Este artilugio; conocido como fúsil fotográfico, era capaz de registrar 12 fotogramas por segundo sobre la misma placa de vidrio. Unos años más tarde, cambió la placa de cristal por una cinta de papel, creando una cámara “cronofotográfica”. 
En 1888, Louis Aimé le Prince desarrolló un nuevo aparato partiendo de un dispositivo de proyección y otro fotográfico. Este diseño inspiró a William Friese-Greene, quien patentó una cámara utilizando celuloide. Sin embargo, Thomas Edison fue reconocido como “el padre del cine” en América del Norte desde 1891, puesto que él fue quien inventó el conocido Kinetoscopio; otra versión de cámara considerada como precursora del proyector moderno de las películas.  
En esta época, cabe destacar a los hermanos Lumière, creadores del cinematógrafo, que ofrece imágenes en movimiento de calidad a un público amplio. De este modo, se considera el día 28 de diciembre de 1895 como fecha en la que nació el cine, cuando los Lumière mostraron su invención durante una sesión pública en París. El mecanismo de este artilugio, consistía en un sistema de arrastre y obturación; dos herramientas que dotaban la secuencia fílmica de nitidez y fluidez, por lo que empezó a ganar popularidad y entró en el mundo comercial. 
No obstante, esta máquina utilizaba un celuloide de 35 mm de una sola perforación. Esto resultaba ser un problema en cuanto al método de arrastre, ya que la cinta se rompía con facilidad. Es por esta razón, que el proyecto de Edison alcanzó el éxito al introducir un total de cuatro perforaciones por fotograma. Desde este momento, el mercado de las cámaras cinematográficas fue aumentando, ofreciendo nuevas variantes con mejoras, volviéndose más complejas. De esta manera, introdujeron sistemas de arrastre más precisos, distintas velocidades jugando con la manivela, visores para previsualizar la escena exteriores e interiores... y objetivos innovadores que permitían trabajar con una luminosidad y precisión más adecuada, hasta llegar a la cámara cinematográfica de la actualidad.

## La cámara y sus componentes
La cámara cinematográfica es básicamente una cámara fotográfica con un mecanismo de arrastre de la película que permite tomar imágenes a cierta velocidad y de una forma intermitente, de esta manera en un segundo puede impresionar 24 fotogramas.
Los componentes esenciales de la cámara cinematográfica, son:
- El objetivo: Conjunto de lentes que transporta la luz desde el exterior hasta la ventanilla de impresión donde se encuentra la película.
- El cuerpo de cámara: En él se encuentran los dispositivos más importantes para la impresión de la película: El obturador (mecanismo que deja pasar la luz intermitentemente hacia la emulsión), la ventanilla de impresión ( lugar donde la película se expone a la luz) y los engranajes o sistemas de arrastre de película (que la transportan de una forma progresiva, suave y segura).
- El chasis de película: En él se almacena la bobina con la película destinada a ser impresionada (bobina de alimentación) así como otra bobina con la película expuesta (bobina de recepción).
- El visor: es un componente óptico a través del cual el operador puede ver la imagen que forma el objetivo.
- El trípode o tripié: es un aparato de tres patas y parte superior circular o triangular, que permite estabilizar un objeto y evitar el movimiento propio de este. La palabra se deriva de tripous, palabra griega que significa ‘tres pies’
- El sistema de alimentación: Se encarga de proporcionar a la cámara la energía necesaria para accionar todos sus componentes. Según el tipo de cámara, se realiza mecánicamente, mediante energía eléctrica (con corriente continua o alterna) o con baterías.

## Funcionamiento básico
La emulsión sensible o película virgen sale de una bobina de alimentación donde está almacenada (chasis de la cámara) y, mediante un engranaje, es transportada de detrás del objetivo hasta un plano focal, donde será impresionada por la luz por mediación de un sistema de obturación intermitente. Una vez impresionada, el mecanismo de arrastre de la película seguirá avanzando hasta la bobina de recepción donde queda depositada.
Secuencia de impresión:
1. En primer lugar el obturador se cierra, obstruyendo el paso de la luz.
2. Los engranajes, mediante un sistema de garfios, (garfio y contragarfio), se acercan a las perforaciones de la película en posición elevada y la arrastran hacia abajo, hasta la ventanilla de impresión. La ventanilla tiene un sistema de canalización de la película que la mantiene plana en el plano focal del objetivo y recorta la luz de tal manera que hace que se impresione sólo el rectángulo correspondiente al fotograma.
3. En este momento la película se detiene, el obturador se abre y los garfios se retiran, momento en que la luz que proviene del objetivo impresiona el fotograma (la exposición tiene lugar únicamente cuando la película se mantiene inmóvil),
4. El obturador se cierra, la película avanza y el proceso se repite de tal manera que se van impresionando todos los fotogramas, 24 cada segundo en el sistema estándar profesional
5. La película impresionada se va depositando de forma continuada y a través del sistema de arrastre de la bobina del chasis correspondiente. Entre el rodillo y la parte superior e inferior de la ventanilla de impresión, se forman unos bucles flojos que eliminan la variación de tensión de la película evitando que se rompa en el interior de la cámara. Algunas cámaras disponen de un segundo motor para el rebobinado de la cinta.